# استعمار إغريقي

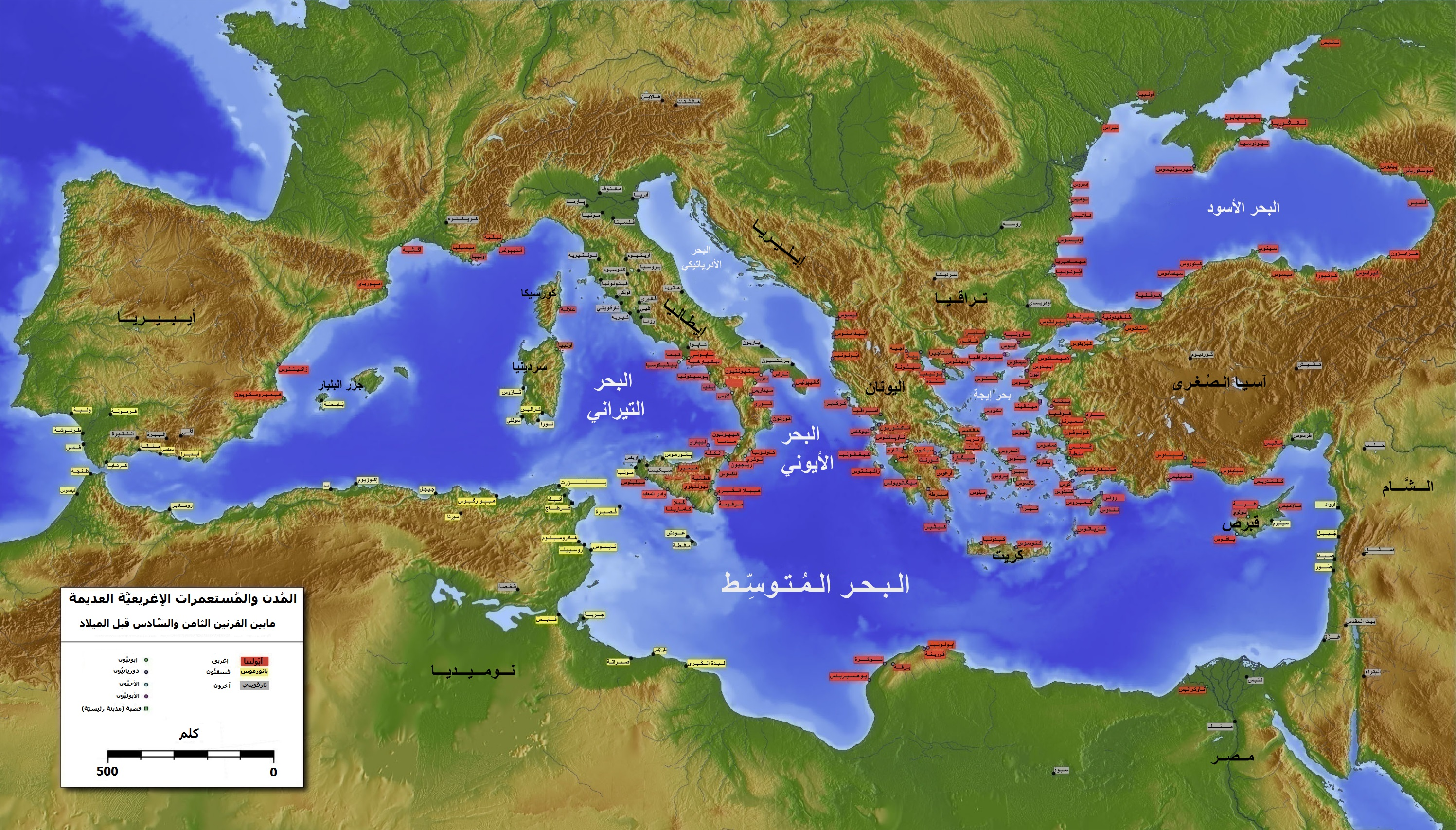
خارطة الاستعمار الإغريقي

كان الاستعمار الإغريقي توسعًا استعماريًا منظمًا من قبل الإغريق القدماء في البحر الأبيض المتوسط والبحر الأسود في فترة القرنين الثامن والسادس قبل الميلاد (750 و550 قبل الميلاد).
اختلف هذا الاستعمار عن هجرات العصور المظلمة اليونانية في أنه تألف من التوجه المنظم للمدن الأم الناشئة (انظر الأويكيست) بدلًا من الحركة البسيطة للقبائل التي ميزت الهجرات السابقة. تطورت العديد من المستعمرات التي تأسست في هذه الفترة إلى دول مدن قوية واستقلت عن مدنها الأم.

## أسباب الاستعمار
ارتبطت أسباب الاستعمار بالانفجار الديموغرافي في هذه الفترة، وتطوير المراكز التجارية، والحاجة إلى إمدادات آمنة من المواد الخام، وارتبطت كذلك بالسياسات الناشئة في تلك الفترة التي قادت قطاعات من السكان إلى الاغتراب. أدى النمو السكاني إلى ندرة الأراضي الزراعية والحد من قدرة صغار المالكين على زراعتها، وهو ما كان متشابهًا في كل دولة مدينة. أدى ذلك، في الأماكن ذات الفائض السكاني، إلى تزايد الطلب على مساحة إضافية صالحة للمعيشة. تحدد موقع كل منشأة استعمارية من خلال توفير الموارد غير المستغلة التي من شأنها أن تمون المدن الأم، فضلًا عن السلع الجاهزة التي سوف تنتجها لاحقًا. كان تطوير المركز التجاري من بين أهم الدوافع لتأسيس مستعمرة. أنشأت المستعمرات أسواقًا جديدة، وزودت المدن الأم بالمواد الخام الهامة، وشكلت محطات طرق هامة في الرحلات التجارية الطويلة في ذلك العصر. أخيرًا، دفعت الحالة السياسية المضطربة في مدن كثيرة، بالإضافة إلى تأسيس حكومة استبدادية، المعارضة السياسية إلى الاغتراب، والبحث عن أماكن إقامة جديدة.

## خصائص الاستعمار
كان تأسيس المستعمرات عملًا منظمًا دومًا. نظمت المدن الأم تدشين الاستعمار، رغم تعاونها في كثير من الحالات مع مدن أخرى. اختير مسبقًا المكان المستعمر بهدف تقديم مزايا تجارية، وكذلك بهدف توفير الأمن ضد المغيرين. تقرر اختيار المكان وفقًا لفائدته المرجوة، بهدف خلق شعور بالأمن والثقة بالنسبة للمستعمرة الجديدة. كانت المهمة تضم دائمًا قائدًا يرشحه المستعمرون. قسم المستعمرون، في المدن الجديدة، الأرض، بما في ذلك المزارع. عادة ما اتخذ نظام الحكم شكلًا يحث على تذكر النظام الذي كان سائدًا في المدينة الأم.

## التوقيت
كان شعب جزيرة وابية أول مؤسسي المستعمرات، إذ أسسوا المستعمرات في بداية القرن الثامن قبل الميلاد في جنوب إيطاليا وخالكيذيكي. أسست أقوى دولتين في وابية، وخالكيذا، وإريتريا العديد من المستعمرات في خالكيذيكي، وأهمها أولينثوس، وكانوا أول من أسس مستعمرات في جنوب إيطاليا. كانت أول مستعمرة أسسوها مستعمرة بيثيكوساي، وتقع على جزيرة إسكيا. أسسوا بعد ذلك مستعمرات كوماي وزانكل وريغيوم وناكسوس.
في نهاية القرن الثامن، تدهور وضع وابية مع اندلاع حرب ليلانتين، وامتد الاستعمار إلى مدن يونانية أخرى. أُسست العديد من المستعمرات، في القرن السابع، في إيونية وجنوب إيطاليا وتراقيا وعلى البحر الأسود. تأسست المستعمرات الإغريقية الأخرى على ساحل بلاد الغال، وعلى شبه جزيرة برقة في أفريقيا وأيضًا في مصر. في ظل ازدياد التوسع الاستعماري، أخذت مدن مثل كورنث، وميليتوس، وميغارا، وفوكايا زمام قيادة الاستعمار.

## المواقع
استوطن شعب مدينة إيونية، وعلى رأسهم أهل مدينة خالكيذا، خالكيذيكي، وأطلقوا اسمهم على هذه المستعمرات. كانت أهم مستوطنات شعب إيونية في خالكيذيكي هي أولينثوس (التي استُوطنت بالتعاون مع الأثينيين)، وتوروني، ومندي، وسيرميليا، وأفيتيس، وكليوناي في شبه جزيرة آثوس. من بين المستعمرات الهامة الأخرى في خالكيذيكي: أكانتوس، مستعمرة اسسها مستعمرون من أندروس وبوتيديا، ومستعمرة كورنث. أسس شعب جزيرة ثاسوس بمساعدة كاليستراتوس الأثيني مدينة داتوس. أسس الأثينيون مع هاغنون، ابن نيكياس، خلال الحرب البيلوبونيسية، مدينة إنيا هودي، التي تعني تسعة طرق، وهي حيث الآن هي «تلة 133» شمال أمفيبوليس بسيرس.
أسس شعب مدينة إيونية العديد من المستعمرات الأخرى في منطقة تراقيا بداية من ساحل آسيا الصغرى. كانت المستعمرات الهامة هي مارونيا، وأبديرة. أسس كذلك شعب مدينة ميليتوس أبيدوس وكارديا على ساحل مضيق هيليسبونت، وراديستوس على ساحل بحر بروبونتيس. استعمر الساموسيون جزيرة سمدرك، وتسمت المستعمرة على اسمهم. أخيرًا، استعمر شعب جزيرة باروس جزيرة ثاسوس تحت قيادة الأويكيست تيليسيكلز، والد الشاعر أرخيلوخوس.

### المستعمرات في البحر الأيوني والبحر الأدرياتيكي وإليريا
استعمرت كورنث وحدها منطقة البحر الأيوني ومنطقة إيليريا. أسس أهل كورنث مستعمرات هامة في الخارج على الممرات البحرية ناحية جنوب إيطاليا والغرب، والتي نجحت في جعلها أهم مركز تجاري في الجانب الغربي من البحر الأبيض المتوسط. تضمنت المستعمرات الهامة في كورنث ليفكادا، وأستاكوس، وأناكتوريوم، وأكتيوم، وأمبراسيا، وكورفو. أسس أهل كورنث كذلك مستعمرات مهمة في إيليريا، وقد تطورت إلى مدن هامة، كما كانت أبولونيا وإيبيدامنوس مستعمرات إغريقية في إيليريا. كانت نيمفايوم مستعمرة إغريقية أخرى في إيليريا. أسست قبيلة أبانت الإيونية مدينة ثرونيون في إيليريا.
اكتشف علماء الآثار، في عام 1877، في لومباردا في جزيرة كورتشولا، في كرواتيا الحديثة، نقشًا إغريقيًا يتحدث عن تأسيس مستوطنة إغريقية قديمة في الجزيرة. تُعرف القطعة الأثرية باسم لومباردا سيفزما.